# Pantech Discover
De Pantech Discover is een smartphone van de Zuid-Koreaanse fabrikant Pantech en werd geïntroduceerd op januari 2013. De 4G-telefoon is alleen verkrijgbaar bij de Amerikaanse provider AT&T.

## Buitenkant
De Discover wordt bediend door middel van een capacitief touchscreen. Dit tft-scherm heeft een resolutie van 720 bij 1280 pixels en heeft een schermdiagonaal van 4,8 inch. Er bevinden zich geen fysieke knoppen onderaan het scherm, deze bevinden zich namelijk op het scherm. Met 9,1 millimeter is de telefoon, in vergelijking tot andere smartphones, erg dun. Aan de achterkant zit een camera van 12,6 megapixel. Ook beschikt de telefoon over een led-flitser en aan de voorkant een camera voor videobellen.

## Binnenkant
De smartphone is uitgebracht met het besturingssysteem Google Android 4.0.4, ook wel "Ice Cream Sandwich" genoemd. Er wordt aan update naar Android 4.1 gewerkt. De telefoon beschikt over een 1,5GHz-dualcore-processor van Qualcomm. Het heeft een werkgeheugen van 1 GB en een opslaggeheugen van 16 GB, wat uitgebreid kan worden met 32 GB via een externe microSD-kaart. De telefoon heeft een 2100mAh-Li-ion-batterij.